# Distintivo per feriti
Il Distintivo per feriti (in tedesco: Verwundetenabzeichen) fu un distintivo di benemerenza della Germania durante la prima e la seconda guerra mondiale.

## Storia
Il distintivo per feriti venne creato in Germania nel corso della Prima guerra mondiale per premiare quanti, al termine del conflitto, avessero riportato delle ferite in guerra, ed assegnato quindi poi anche dal Reichswehr nel periodo tra le due guerre, prima dell'avvento del nazismo.
Dopo la presa di potere di Hitler in Germania, la decorazione venne mantenuta anche nel Terzo Reich con l'ovvia apposizione dei simboli nazisti e una riforma dei caratteri di concessione. A partire dal 1943, a causa dell'aumento del numero dei bombardamenti americani in territorio tedesco, la decorazione venne estesa anche ai civili che eroicamente fossero rimasti feriti in tali occasioni. In definitiva il distintivo per feriti divenne la decorazione più comune di tutto il Terzo Reich ma anche una delle più onorabili dal momento che gli insigniti venivano ritenuti "coloro che hanno versato il sangue per la patria".

## Gradi
La medaglia disponeva di tre versioni corrispondenti a tre materiali differenti e con precisi canoni di concessione:
- Distintivo di ferro (o nero): per una o due ferite (inclusi i raid aerei).
- Distintivo d'argento: per tre o quattro ferite, o per la perdita di una mano, di un piede o di un occhio durante le azioni belliche, per parziale perdita dell'udito, per sfiguramenti facciali o danni cerebrali.
- Distintivo in oro: per cinque o più ferite, o per la perdita totale della vista o per gravi danni cerebrali o per mutilazioni gravi. Poteva essere concesso anche postumo.

Tutte le versioni del distintivo venivano portate sulla parte sinistra dell'uniforme o del vestito. Durante la seconda guerra mondiale è calcolato che in totale siano state concesse circa 5 000 000 di queste decorazioni. Dal 1957 venne concesso a quanti ne avessero avuto diritto di continuare ad indossare la decorazione purché venisse eliminata la svastica. Le medaglie vennero create dalla zecca di Vienna, a firma degli incisori Klein & Quenzer.
| Nastri della Germania imperiale |                      |                  |
|                                 |                      |                  |
| Distintivo di ferro             | Distintivo d'argento | Distintivo d'oro |

| Nastri della Germania nazista |                      |                  |
|                               |                      |                  |
| Distintivo di ferro           | Distintivo d'argento | Distintivo d'oro |

## L'automaticità della Croce di Ferro
Il 1º giugno 1940 Hitler decretò che ciascun insignito del distintivo per feriti d'oro o d'argento ricevesse automaticamente la Croce di Ferro di II classe. Questa era unicamente un rafforzativo per il sacrificio dato alla patria in quanto molto spesso i militari che avevano già ricevuto la Croce di Ferro di I classe, semplicemente si fregiavano di riportare quella piuttosto che la II classe abbinata al distintivo.

## Distintivo per feriti del 20 luglio 1944
| Nastri della Germania nazista - classe speciale 20 luglio 1944 |                      |                  |
|                                                                |                      |                  |
| Distintivo di ferro                                            | Distintivo d'argento | Distintivo d'oro |

Una classe speciale del distintivo per feriti venne creata per commemorare il 20 luglio 1944, giorno in cui ebbe luogo l'attentato che tentò di assassinare Hitler a Rastenburg. Ventiquattro ufficiali che erano presenti alla cerimonia a cui stava presenziando il Fuhrer quando scoppiò la bomba che lo lasciò sorprendentemente quasi illeso vennero decorati con questo speciale distintivo. Un ufficiale venne ucciso e altri vennero ricoverati per le ferite riportate.
Nell'ottica di Hitler lo scampato attentato era un segno ineffabile della sua predestinazione all'immortalità e come tale egli volle celebrare questo momento con l'istituzione di una specifica decorazione: essa era composta da un distintivo in tutto e per tutto simile alla versione classica ma con un elmo leggermente più grande, sotto il quale stava la scritta "20 JULI 1944" e la firma in corsivo di Hitler come segno di benemerenza personale.
Il 2 settembre 1944 Hitler conferì personalmente questa onorificenza ai sopravvissuti all'attentato e anche se il Fuhrer stesso venne ferito durante l'attentato, egli preferì non concedersi questa onorificenza e mantenne il proprio distintivo per feriti di ferro ottenuto durante la Prima guerra mondiale.
Segue l'elenco degli insigniti di questa specifica decorazione:
- Tenente generale Rudolf Schmundt (postumo), oro
- Colonnello Heinz Brandt (postumo), oro
- Generale Günther Korten (postumo), oro
- Stenografo Heinrich Berger (postumo), oro
- Maresciallo Wilhelm Keitel
- Generaloberst Alfred Jodl
- Generale Walter Warlimont
- Consigliere ministeriale Franz von Sonnleithner
- Maggiore Herbert Büchs
- Gruppenführer SS Hermann Fegelein, argento
- Colonnello Nicolaus von Below
- Ammiraglio Hans-Erich Voss, ferro
- Sturmbannführer SS Otto Günsche (aiutante di campo di Hitler), ferro
- Maggiore Walter Scherff
- Maggiore Ernst John von Freyend, ferro
- Ammiraglio Carl Jesco von Puttkamer
- Generale di fanteria Walther Buhle, ferro
- Colonnello Heinrich Borgmann
- Colonnello Heinz Waizenegger
- Generale d'aviazione Karl-Heinrich Bodenschatz
- Colonnello Claus Schenk von Stauffenberg (postumo, dalla repubblica tedesca)
- Tenente generale Adolf Heusinger
- Stenografo Heinz Buchholz